# كايل راندولف سكوت
كايل راندولف سكوت (بالإنجليزية: Kyle Randolph Scott)‏ هو دبلوماسي أمريكي، ولد في 1957 في الولايات المتحدة.